# Festival folklorique national de Gjirokastër

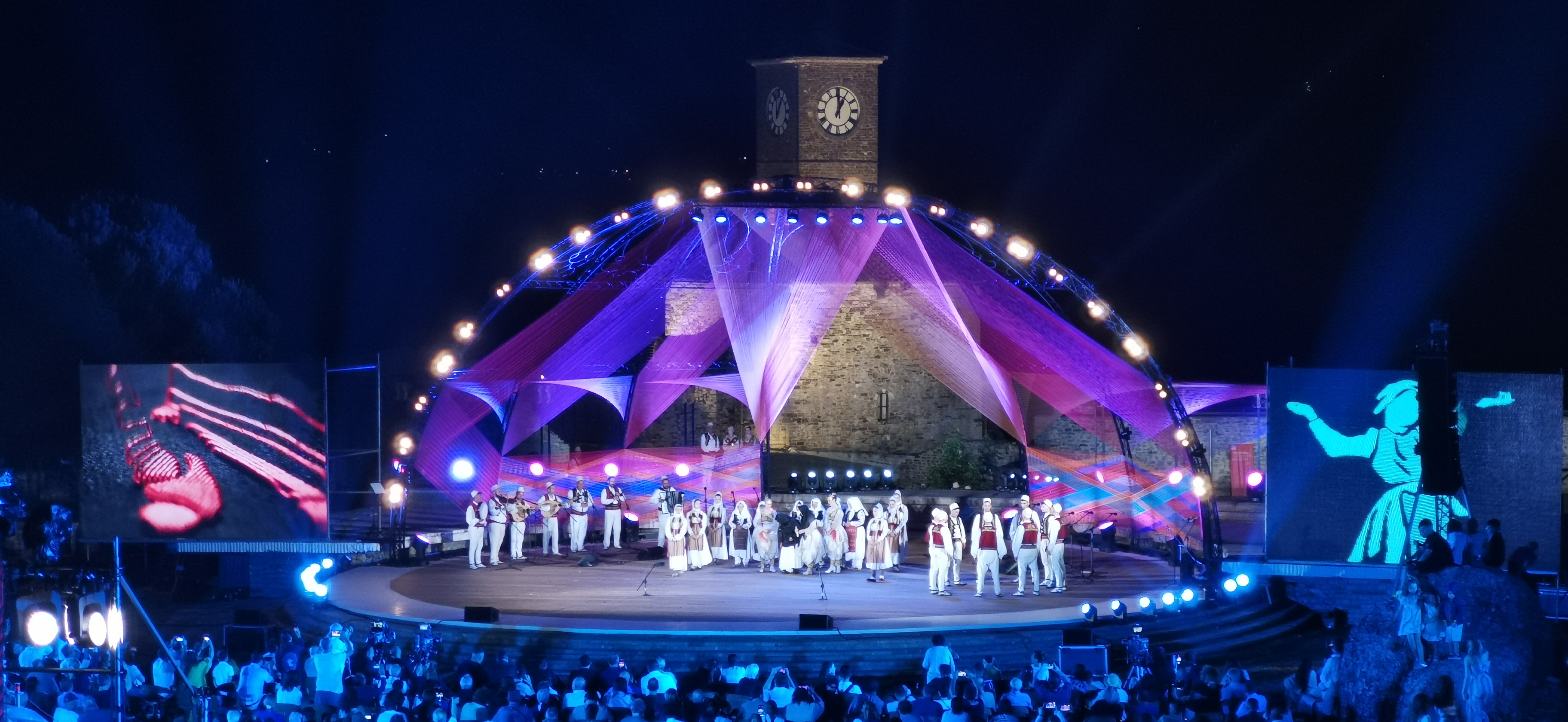
Concert sur la scène du festival 2023 située à l'intérieur du château de Gjirokastër.

Le Festival folklorique national de Gjirokastër (en albanais : Festivali Folklorik Kombëtar i Gjirokastrës) est un festival artistique organisé tous les cinq ans au château de Gjirokastër à Gjirokastër, dans le sud de l'Albanie. Le festival a eu lieu pour la première fois en 1968 et est considéré comme un événement important dans la culture albanaise. Le festival met en valeur la musique, les costumes et les danses traditionnelles de l'Albanie et des territoires albanais à travers les Balkans et l'Italie du sud. Le festival de Gjirokastër poursuit la tradition des festivals folkloriques commencé à Tirana en 1949.

## Histoire

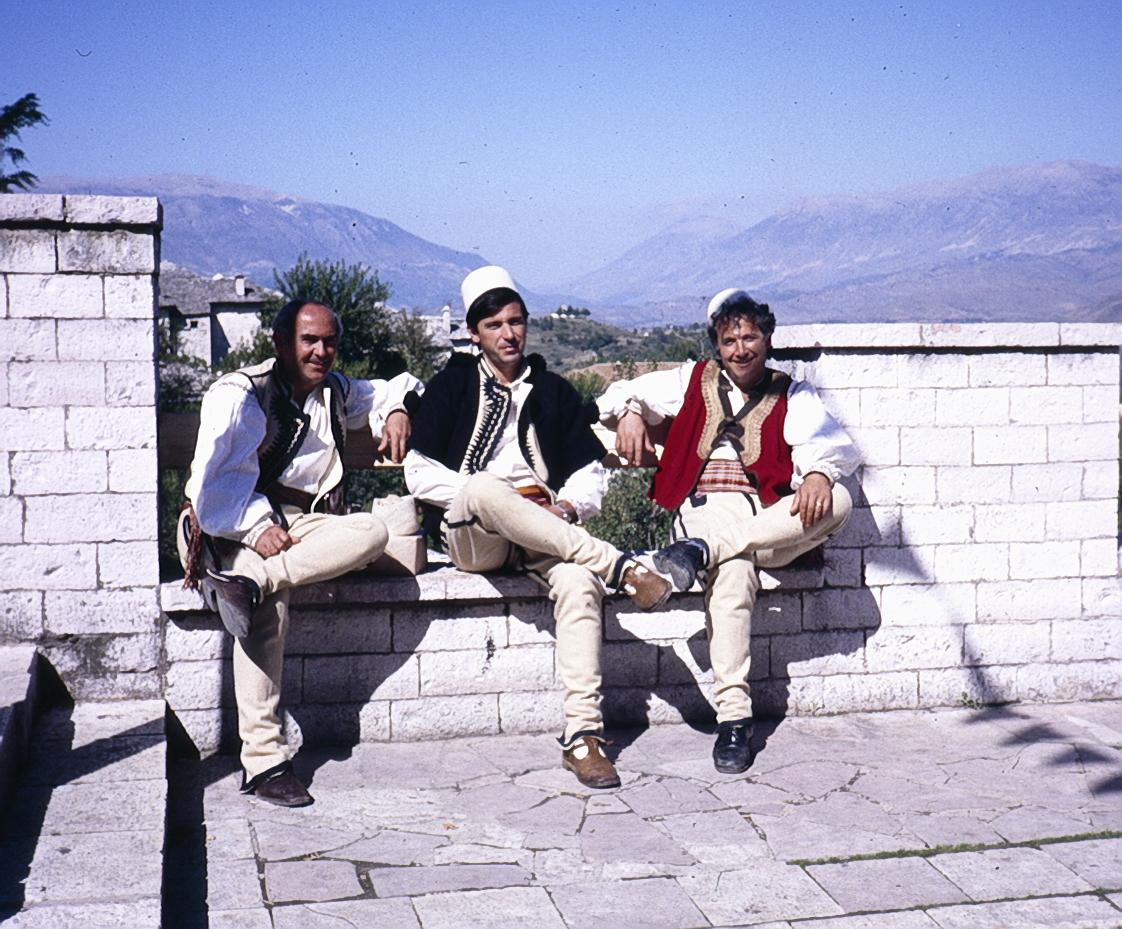
Des chanteurs folkloriques lors de l'édition de 1988

Le Festival folklorique national de Gjirokastër a été précédé par le Festival national de la chanson, de la musique et de la danse tenue à Tirana, capitale de l'Albanie en 1949 et, par la suite, les 25-27 novembre 1959. Dix ans plus tard, du 8 au 16 octobre 1968, le premier Festival National Folklorique s'est tenue à Gjirokastër pour fêter l'anniversaire d'Enver Hoxha, le dirigeant communiste d'Albanie et natif de la ville. Le festival a lieu tous les cinq ans, en 1973, 1978, 1983 et 1988. En 1995, le festival est tenue exceptionnellement dans la citadelle de Berat. Depuis septembre 2000, il est à nouveau organisé à Gjirokastër.
La 9e édition a eu lieu en septembre 2009. Le gagnant du Festival a été la préfecture de Shkodër en tant que meilleure performance globale, tandis que les meilleures performances individuelles ont été attribuées aux rhapsodes Sherif dervishi, et Myfterin Uka.
La dernière édition a eu lieu du 24 juin au 1er juillet 2023, 8 ans après celle de 2015.

## Autres festivals
Les costumes traditionnelles, les danses et folklore sont à l'honneur dans plusieurs autres festivals, notamment Sofra Dardane chaque année en juin à Bajram Curri, l'Oda Dibrane à Peshkopi, Logu i Bjeshkeve chaque année en août à Kelmend, le festival de danse Cham à Saranda, et d'autres festivals dans différentes villes albanaises.

## Sources
1. ↑  Vasil Tole, « Inventory of performers on iso-polyphony », UNESCO (consulté le 26 juillet 2010), p. 52
2. ↑  « YouTube   Festivali Folkloristik 1949 », YouTube (consulté le 7 novembre 2010).
3. ↑  Ardian Ahmedaja et Gerlinde Haid, European voices: Multipart singing in the Balkans, vol. 1, Wien : Böhlau, 2008 (lire en ligne).
4. ↑  (sq) Top Channel, « Gjirokaster, starton Festivali Folklorik Kombetar », Top Channel,‎ 25 septembre 2009 (lire en ligne, consulté le 31 août 2010).
5. ↑  (sq) Gazeta Start, « Shkodra fiton Festivalin e Gjirokastrës », Gazeta Start,‎ 30 septembre 2009 (lire en ligne, consulté le 2 septembre 2010).
6. ↑  « The National Folklore Festival of Gjirokastra 2023 opens », sur tiranapost.al (consulté le 21 juillet 2023)